# Тулуран

Мон-Ванту и долина Тулурана.

Тулуран (фр. Toulourenc) — горная река на юге Франции в департаментах Дром региона Овернь — Рона — Альпы и Воклюз региона Прованс — Альпы — Лазурный Берег, приток Увеза бассейна Роны.

## География

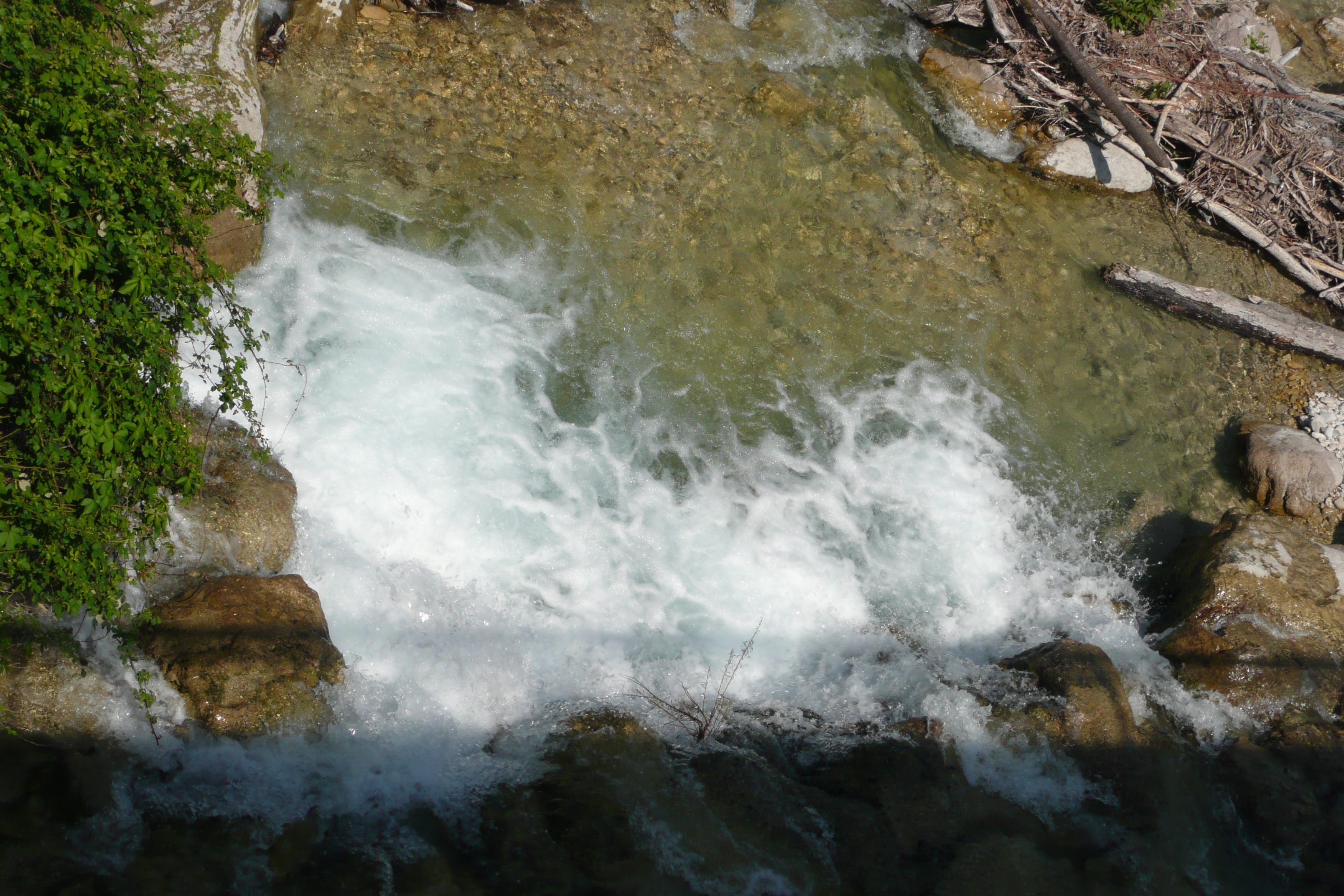
Водопад источника Нотр-Дам-дез-Анж в окрестностях Моллан-сюр-Увез.

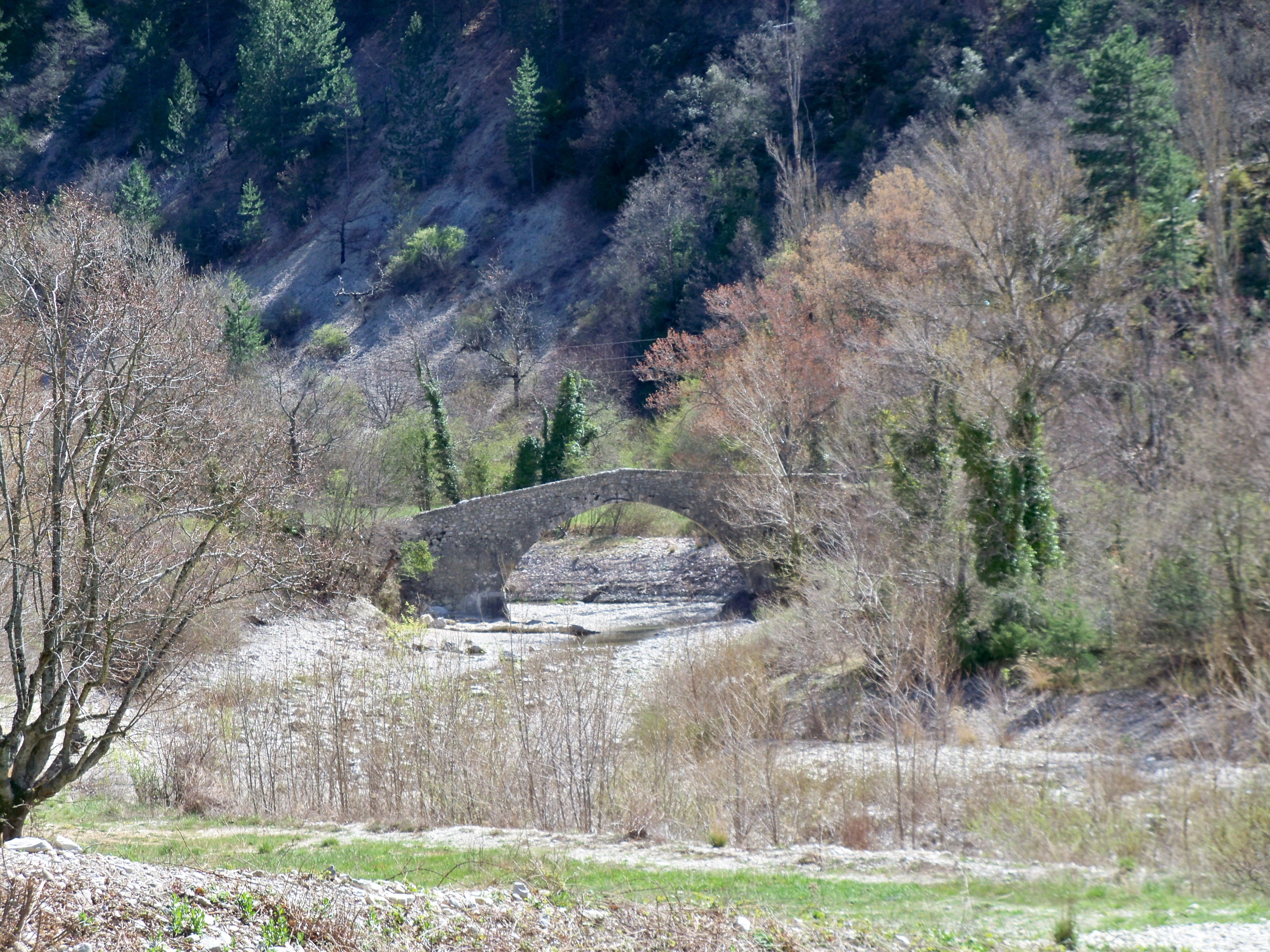
Мост через Тулуран в Бранте.

Долина Тулурана извивается по склону горы в ущелье, образованном потоком горной реки, которое достигает до 100 м глубины вверх и вниз по течению от хутора Во, входящим в Малосен. Нижнюю горловину долины Тулурана называют Эстрешон из-за её узости: местами ширина проёма здесь не превышает полутора метров и имеет длину 3 км от Нотр-Дам-дез-Анж до Во. За Эстрешоном Тулуран разливается на несколько небольших рукавов и распадок доходит до Сен-Леже-дю-Ванту. Протяжённость реки — 39 км.

### Гидрология
Тулуран сильно зависит от осадков. Дебит варьирует от 1,32 м³/с в обычное время до 57,7 м³/с в паводок (вплоть до 81 м³/с).

## Притоки
Река питается многочисленными горными ручьями (насчитывается 28 . Основными источниками, питающими Тулуран, являются Фон-де-Мартен на правом берегу (между коммунами Сен-Леже-дю-Ванту и Брант) и Нотр-Дам-дез-Анж на левом, вытекающий из горы Рисса.

## Пересекаемые коммуны
Тулуран пересекает территорию 11 коммун в двух департаментах.
В департаменте Дром:
- Олан (источник)
- Реланетт
- Монбрен-ле-Бен
- Плезьян
- Моллан-сюр-Увез
- Ле-Поэт-ан-Персип

В департаменте Воклюз:
- Антрешо
- Малосен
- Сен-Леже-дю-Ванту
- Савуаллан
- Брант
- Фокон (впадение в Увез)